# Cementiri General Presbítero Matías Maestro

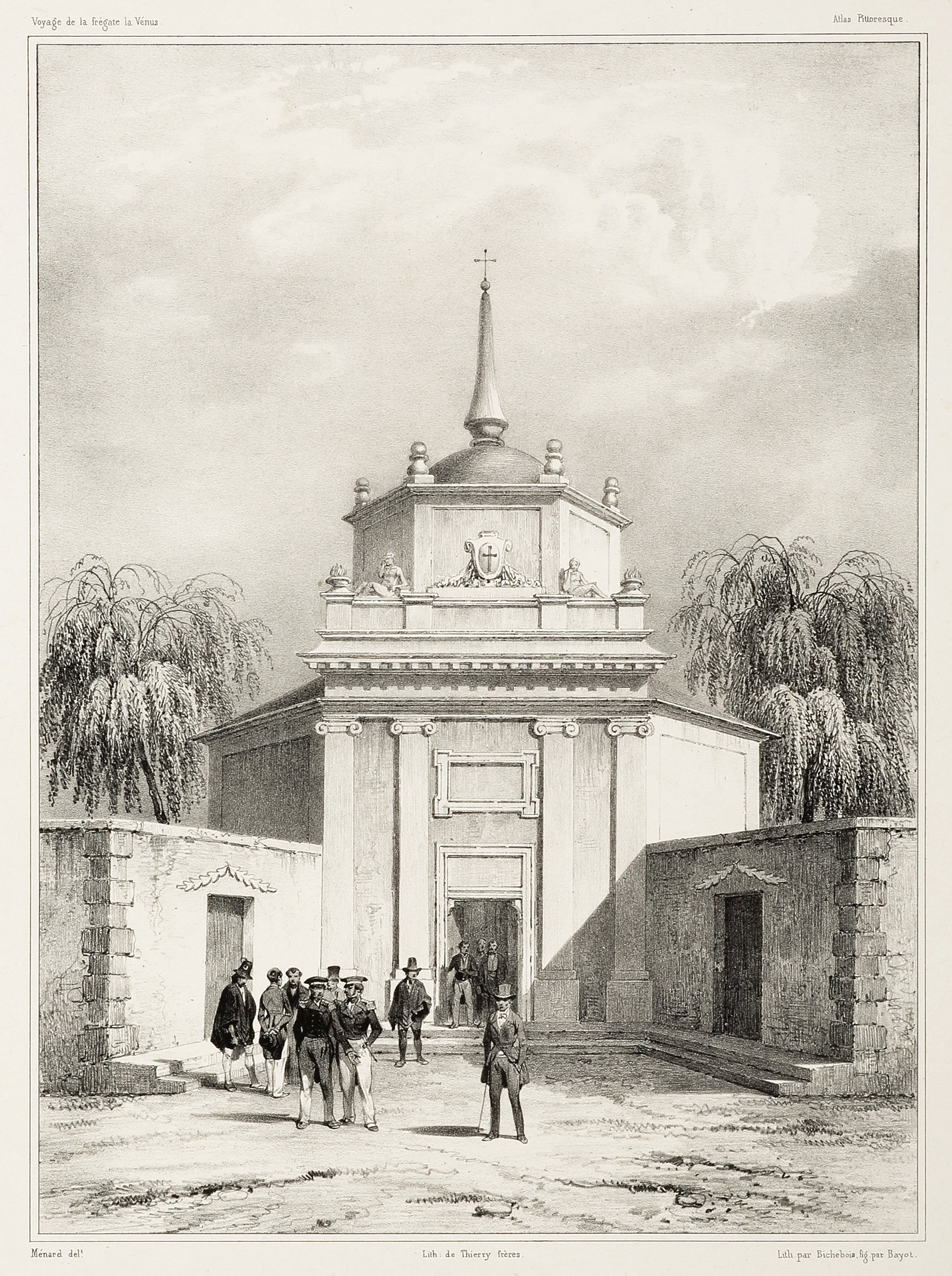
Capella central, d'estil neoclàssic i de forma octogonal, del Cementiri General de Lima "Prevere Matías Maestro", panteó que fóra dissenyat per Matías Maestro i inaugurat pel virrei Abascal en 1808

El Cementiri General Presbítero Matías Maestro és un monument històric ubicat en els Barrios Altos al barri del Cercado de la ciutat de Lima, capital del Perú.
Inaugurat el 31 de maig de 1808, fou el primer panteó de la ciutat, ja que anteriorment els soterraments es realitzaven en alguna de les diferents esglésies. Fou anomenat així en honor del seu dissenyador, el sacerdot Matías Maestro. Els seus 766 mausoleus de la més refinada arquitectura dels segles xix i xx guarden les restes d'homes i dones que es van encarregar d'escriure la història del Perú. Més que un cementiri, el Presbítero Maestro és considerat un testimoniatge vivent del passat i present de la nació peruana.

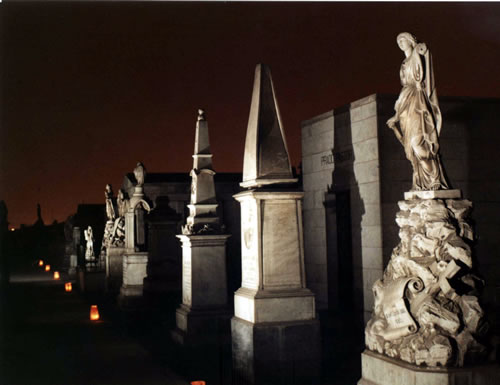
Passeig del Prevere Maestro

El cementiri alberga tombes de diversos personatges històrics del Perú a més del mausoleu erigit en honor dels herois de la Guerra del Pacífic.